# Hans Wilhelm Vahlefeld
Hans Wilhelm Vahlefeld (* 14. August 1928 in Lüdenscheid; † 28. November 2013 in Hamburg) war ein deutscher Autor und Auslandskorrespondent.

## Leben und Karriere
Vahlefeld studierte in Bonn , Hamburg und München Philosophie und Jura und war seit 1950 Mitglied der Münchener Burschenschaft Rhenania. Er schloss sein Studium 1953 mit einer Dissertation über Pseudoreligiöse Ideologien und Ethik und der Promotion zum Dr. phil. ab. Danach besuchte er das Werner-Friedmann-Institut (heute: Deutsche Journalistenschule) in München, ehe er 1954 als Redakteur beim neugegründeten deutschen Fernsehen in Hamburg begann. 1958 ließ er sich freistellen und reiste mit eigener Filmkamera und Schreibmaschine in den fernen Osten. Damals mussten die fertiggestellten aber unentwickelten Filme noch per Flugzeug nach Hamburg zur Tagesschau verfrachtet werden und die Texte nahm Vahlefeld vor Ort mit Tonband auf, da seine Filmkamera keine Tonaufnahme zuließ. Dies führte dazu, dass Vahlefeld in seinen selbst gefilmten Reportagen einen Kugelschreiber als Mikrofonimitat einsetzte und keine Einstellung konnte wegen der uhrwerksbetriebenen Amateurkamera länger als 20 Sekunden dauern. Von 1960 bis 1968 war Vahlefeld dann fester ARD-TV-Korrespondent in Tokio und Hongkong. Danach arbeitete er für zwei Jahre als internationaler Korrespondent für die Tageszeitung Die Welt um anschließend zum NDR zurückzukehren, wo er stellvertretender Chefredakteur (bis 1982) wurde und dann acht Jahre als Rundfunkkorrespondent in Washington und als ARD-Korrespondent in Tokio arbeitete. 1991 ging er in den Ruhestand.
1992 bis 1996 war er Lehrbeauftragter für Ostasienwissenschaften an der Universität Hamburg.
In zahlreichen Büchern beschäftigte er sich mit der wirtschaftlichen, politischen und kulturellen Entwicklung des Fernen Ostens.

## Bücher (Auswahl)
- 100 Millionen Außenseiter. Die neue Weltmacht Japan. Econ, Düsseldorf 1969.
- Weltrevolution aus Fernost. Das neue China. Econ-Verlag, Düsseldorf 1970
- Fernost fordert heraus. Ein Auslandskorrespondent erlebt Indien, China und Japan. Verlag Bonn aktuell, Stuttgart 1976, ISBN 3-87959-048-6.
- Länder der Hoffnung. Ein Auslandskorrespondent erlebt Lateinamerika, die Südsee und Australien. Verlag Bonn aktuell, Stuttgart 1977, ISBN 3-87959-049-4.
- Japan – Herausforderung ohne Ende. Dt. Verl.-Anst., Stuttgart 1992, ISBN 3-421-06538-1.
- Hongkong. Hoffmann und Campe, Hamburg 1995, ISBN 3-455-11056-8.
- Das Jahrhundert Ostasiens – der Countdown läuft. Hoffmann und Campe, Hamburg 1997, ISBN 3-455-11157-2.
- Deutschlands totalitäre Tradition – Nationalsozialismus und SED-Sozialismus als politische Religionen. Klett-Cotta, Stuttgart 2002, ISBN 3-608-94031-6.
- Ich kann Ostasien nicht vergessen …. Iudicum, München 2007, ISBN 3-89129-445-X.